# Jesch Atid
Jesch ʿAtid (hebräisch יֵשׁ עָתִיד Jesch ʿAtīd, deutsch ‚Es gibt eine Zukunft‘) ist eine liberale und zentristische Partei in Israel. Gegründet wurde die Partei im April 2012 vom früheren TV-Journalisten Jaʾir Lapid, dem Sohn des ehemaligen Schinui-Politikers und israelischen Justizministers Josef „Tommy“ Lapid.

## Inhaltliches Profil
Das Parteiprogramm sieht vor, schwerpunktmäßig Probleme in „zivilen“ Politikfeldern anzugehen, unter anderem solche der Ausbildung, des Wohnungsbaus und der Gesundheitsversorgung. Außerdem wird gefordert, die allgemeine Wehrpflicht auch auf charedische („ultraorthodoxe“) Jeschiva-Studenten auszuweiten, die bisher vom Wehrdienst befreit waren.
Im Hinblick auf den Nahostkonflikt strebt die Partei eine Zwei-Staaten-Lösung an, mit einem entmilitarisierten palästinensischen Staat neben einem jüdischen Staat Israel. Die Siedlungsblöcke sollen Teil von Israel bleiben, ein Rückkehrrecht für die Palästinenser wird nicht anerkannt, und Jerusalem soll vereinte Hauptstadt Israels bleiben.

## Geschichte
Bei der Wahl zur Knesset am 22. Januar 2013 wurde die Partei mit 19 Mandaten zweitstärkste Partei.
Am 15. März 2013 wurde der Koalitionsvertrag unterzeichnet, wobei Lapid das Amt des Finanzministers erhielt. Am 2. Dezember 2014 wurde Jair Lapid von Ministerpräsident Benjamin Netanjahu entlassen, was zu vorgezogenen Neuwahlen führte.
Bei der Knessetwahl am 17. März 2015 verlor Jesch Atid etwa 5,5 Prozentpunkte und kam somit auf nurmehr elf Mandate. Hiernach auf die Oppositionsrolle verwiesen stieg Jesch Atid bis 2017 wieder in der Wählergunst und hätte Umfragen zufolge bei der nächsten Knessetwahl hinter dem Likud-Block die zweitmeisten Mandate errungen. Vor diesem Hintergrund wurden dem Parteivorsitzenden Jaʾir Lapid mitunter Chancen auf das Amt des Ministerpräsidenten eingeräumt.
Jair Lapid und Benny Gantz (Chossen leJisraʾel) kündigten am 21. Februar 2019 die Bildung einer gemeinsamen Wahlliste ihrer Parteien für die vorgezogene Wahl zur 21. Knesset am 9. April 2019 mit dem Namen Kachol Lavan („Blau-Weiß“) an. Im Falle eines Wahlsiegs wollten sie sich als Ministerpräsidenten abwechseln. Für das Wahlbündnis traten, neben Mosche Jaalon und Gabi Aschkenasi, der ehemalige Sozialminister Meʾir Cohen und Avi Nissenkorn, ehemaliger Vorsitzender des Gewerkschaftsdachverbandes Histadrut, auf vorderen Listenplätzen an.
Wegen der Absicht von Benny Gantz, in eine Regierung unter Führung von Benjamin Netanjahu einzutreten, kam es am 29. März 2020 zur Spaltung der Kachol-Lavan-Fraktion in der Knesset. 13 Abgeordnete von Jesch Atid und drei Telem-Abgeordnete bildeten eine Fraktion mit 16 Sitzen unter dem Namen Jesch Atid-Telem. Diese lehnt eine Zusammenarbeit mit Netanjahu ab. Die Fraktion der 15 Abgeordneten von Chossen leJisraʾel behielt den Namen Kachol Lavan.